# Nerocila falcata
Nerocila falcata là một loài chân đều trong họ Cymothoidae. Loài này được Fabricius miêu tả khoa học năm 1787.